# Brisbane City
Brisbane City es un equipo profesional de rugby de Australia con sede en la ciudad de Brisbane.
Participa anualmente en el National Rugby Championship, la principal competición de la disciplina en el país.
Su representante en el Súper Rugby es la franquicia de Reds.

## Historia
Fue fundada en 2014 con la finalidad de participar en la principal competición entre clubes de Australia.
Su máximo logro en el NRC fue el bicampeonato en la temporada 2014 y 2015.

## Palmarés
- National Rugby Championship (2): 2014, 2015.[2]